# Шимун XXI Ишая
Мар Шимун XXI Ишая (по другой нумерации — XXIII; 26 февраля 1908, Конак — 6 ноября 1975, Сан-Хосе, Калифорния) — католикос-патриарх Ассирийской церкви Востока.
Родился в 1908 году. По существовавшему тогда обычаю, стал патриархом после смерти своего дяди. Обучался богословским наукам у другого своего дяди — патриаршего архидьякона Мар Йосипа Хнанышу.
Ишая Мар Шимун — автор нескольких книг по богословию и истории Ассирийской церкви Востока. В 1931 — 1932 годах направил 4 петиции в Лигу Наций, пытаясь обратить внимание Мирового сообщества на бедственное положение ассирийцев. После провозглашения независимости Ирака в 1933 году, начавшийся террор против ассирийцев вынудил Ишаю покинуть свою резиденцию в Бебади и переехать на Кипр, а затем в США (с 1940 года — в Чикаго, с 1954 — в Сан-Франциско). В 1949 г. Ишая получил гражданство США.
Ишая Мар Шимун — автор книги «The Assyrian Tragedy», полное название: «The Assyrian Tragedy is a documenting the national struggle of the Assyrian nation prior, during, and after World War I» (Ассирийская трагедия, документированная национальной борьбой Ассирийской нации: накануне, во время и после 1-й Мировой войны). Впервые издана анонимно в 1936 году, впоследствии Ишая Мар Шимун озвучил своё авторство.
В конце 1960-х Ишая объявил о сложении с себя сана патриарха по состоянию здоровья. Однако из-за проблем с выборами нового католикоса-патриарха оставался во главе церкви. В 1973 году Ишая женился. В отместку за "противозаконное" вступление в брак он был 6 ноября 1975 года убит в дверях своего дома ассирийским националистом Давыдом Малек Яков Исмаилом.